# Florent Beeckx
Florent Gommarus Beeckx (Temse, 27  oktober 1869 - aldaar, 18 november 1937) was een Belgisch politicus voor de Katholiek Verbond van België.

## Levensloop
Hij was het oudste kind in een gezin met tien kinderen. Beeckx werd net als zijn vader notarisklerk. Hij had een bedrijfje dat manden maakte en verhandelde. Tussen eind 1905 en 1914 gaf hij via de uitgeverij Gebroeders Beeckx het katholieke tijdschrift De Wegwijzer uit. Tevens was hij ontvanger van de Godshuizen en het Bureel van Weldadigheid. In 1925 werd hij bestuurder van de Commissie van Openbare Onderstand. 
Hij werd politiek actief voor de katholieken en behoorde tot de middenstandsvleugel van de partij. Voor deze partij zetelde hij vanaf 12 november 1929 (als vervanger van de overleden Louis Herbert) tot 1936 namens het arrondissement Sint-Niklaas in de Kamer van volksvertegenwoordigers, waarna hij van 1936 tot aan zijn dood in 1937 in de Belgische Senaat zetelde als rechtstreeks gekozene voor het kiesarrondissement Dendermonde-Sint-Niklaas. In de senaat zetelde hij in de commissies van Openbaar Onderwijs, Arbeid en Sociale Voorzorg en Naturalisatie.
Van 1933 tot aan zijn overlijden was hij bovendien gemeenteraadslid en schepen van onderwijs van Temse. Hij overleed aan  een hartverlamming.